# Richard Korteland
R.T.A. (Richard) Korteland (Dordrecht, 21 mei 1979) is een Nederlands politicus en bestuurder. Hij is lid van de VVD. Sinds 19 juni 2024 is hij burgemeester van Almelo.

## Opleiding en loopbaan
Korteland ging tot 1999 naar de CSG De Lage Waard. Van 1999 tot 2006 studeerde hij accountancy aan de heao van Hogeschool Inholland. Van 1999 tot 2005 was hij senior assistent-accountant binnen het familiebedrijf en van 2005 tot 2008 bij Deloitte. Van 2008 tot 2010 was hij consultant bij Deloitte en werd hij van 2009 tot 2010 gedetacheerd als hoofd financiën bij Diergaarde Blijdorp.

## Politieke loopbaan
Sinds 1998 is Korteland politiek actief voor de VVD en bekleedde er vanaf 2001 diverse bestuurlijke functies. Namens de VVD was hij van 2005 tot 2010 gemeenteraadslid en vanaf 2006 fractievoorzitter van Papendrecht. In 2009 werd hij verkozen tot lijsttrekker van de gemeenteraadsverkiezingen 2010. Van 2010 tot 2016 was hij er eerste locoburgemeester en wethouder van onder meer financiën. Van 2010 tot 2011 was hij vicevoorzitter en secretaris en van 2011 tot 2016 voorzitter van de VVD Kamercentrale Dordrecht. Van 2014 tot 2016 was hij voorzitter van de VVD Regio Zuid-Holland.

## Burgemeester van Meppel
Vanaf 1 september 2016 was Korteland burgemeester van Meppel. Hij had openbare orde en veiligheid, algemene coördinatie, handhaving, internationale samenwerking, lobby en netwerken, citymarketing, dienstverlening, bestuur & samenleving en participatie, personeel en organisatie en het project Port of Zwolle in zijn portefeuille. Hij was onder meer lid van het algemeen bestuur van de Veiligheidsregio Drenthe, voorzitter van de Verenigde Dagattracties Nederland, bestuurslid van de Bedrijvensociëteit A37, voorzitter van het Platform Veilig Ondernemen Noord-Nederland en vicevoorzitter van de Regio Zwolle.

## Burgemeester van Almelo
Op 4 maart 2024 werd Korteland door de gemeenteraad van Almelo aanbevolen als nieuwe burgemeester. Op 24 mei van dat jaar heeft de ministerraad, op voorstel van de minister van Binnenlandse Zaken en Koninkrijksrelaties, besloten hem voor te dragen voor benoeming bij koninklijk besluit met ingang van 19 juni van dat jaar. Op 19 juni van dat jaar werd hij ook geïnstalleerd. Hij heeft bestuur en organisatie, openbare orde en veiligheid, toezicht en handhaving, personeel en organisatie, communicatie en externe betrekkingen in zijn portefeuille.

## Persoonlijk
Korteland is geboren in Dordrecht en getogen in Papendrecht. Hij is getrouwd en heeft een dochter uit een eerdere relatie. Hij is rooms-katholiek.